# Vuelta (журнал)
Vuelta (исп. Vuelta, Поворот) — международный журнал литературы и общественной мысли, издававшийся в Мехико в 1976—1998 Октавио Пасом.

## Авторы
Журнал наследовал аналогичному изданию Плюраль (исп. Plural, Во множественном числе), которым О.Пас руководил с 1971 по 1976. Главный редактор сумел привлечь на страницы Вуэльты крупнейших интеллектуалов из разных стран мира. В журнале, наряду с другими, публиковались:
- Рейнальдо Аренас
- Раймон Арон
- Сэмюэл Беккет
- Исайя Берлин
- Хорхе Луис Борхес
- Марио Варгас Льоса
- Вацлав Гавел
- Джон Кеннет Гэлбрейт
- Сьюзен Зонтаг
- Гильермо Кабрера Инфанте
- Лешек Колаковский
- Милан Кундера
- Чеслав Милош
- Эмир Родригес Монегаль
- Хорхе Семпрун
- Карлос Фуэнтес
- Эмиль Мишель Чоран

## Интересные факты
Название Vuelta носил также сборник поэм и стихотворений О.Паса 1969—1974 гг., изданный им в 1976 (заглавие, среди прочего, имело в виду возвращение автора на родину после пяти лет его работы на дипломатическом посту в Индии).

## Признание
В 1993 получил премию принца Астурийского как «выдающееся явление испаноязычной культуры».